# Браян Кобилка
Бра́ян Коби́лка (англ. Brian Kobilka нар. 1955, Літтл Фолз, Мінесота) — американський вчений-біохімік, професор Стенфордського університтету, лауреат Нобелівської премії з хімії за 2012 рік (спільно з Робертом Лефковіцем) з формулюванням «за дослідження рецепторів-ГТФаз».

## Життєпис
Браян Кобилка народився 1955 року в Літтл Фолз, штат Мінесота. Вивчав біологію і хімію в Дулутському університеті в Мінесоті. Після бакалавріату закінчив медичний факультет Єльського університету. Пройшов ординатуру в Барнському шпиталі Вашингтонського університету в Сент-Луїсі. Постдокторські дослідження проводив в Університеті Дюка під керівництвом Роберта Лефковіца. Там він проводив клонування β 2-адренергічних рецепторів. 1989 року Кобилка переїхав до Стенфорда. В 1987—2003 роки він працював дослідником в Медичному інституті Говарда Х'юза.
Відомість у широких наукових колах Браяну Кобилці принесло дослідження структури та функціональності рецепторів, сполучених з G-білком. Зокрема, групі Кобилки вдалося визначити молекулярну структуру β2-адренергічних рецепторів.
1994 року Кобилка отримав премію імені Джона Абеля з фармакології. 2007 року журнал Science означив його дослідження структури GPCR-рецепторів як другий за значимістю науковий прорив року. 2011 року Кобилка став членом Американської академії наук.

## Родина
Родина Кобилки має польські та німецькі корені. Його дід — Фелікс Кобилка (1893—1991) і батько — Франклін Кобилка (1921—2004), як і він сам народилися в містечку Літл-Фолс та працювали в пекарні.. Його бабуся, Ізабелла Сьюзен Кобилка (уроджена Ведмідь, 1891—1980), походила з прусських сімей Медведь та Ківель, що з 1888 року керували історичною пивоварнею «Kiewel Brewery» в Літл-Фолс. Мати Браяна — Бетті Кобилка (в дівочості Фауст, нар. 1930).
Зі своєю дружиною Тун Сунь Тянь (англ. Tong Sun Thian) він познайомився в Дулутському університеті. Має двоє дітей.

## Вибрані публікації
- Jan Steyaert, Brian K. Kobilka: In: Current opinion in structural biology. 21, Nr. 4, 2011 (Originaltitel: Nanobody stabilization of G protein-coupled receptor conformational states), S. 567—572, doi:10.1016/j.sbi.2011.06.011.
- Brian K. Kobilka: In: Biochimica et biophysica acta. 1768, Nr. 4, 2007 (Originaltitel: G protein coupled receptor structure and activation), S. 794—807, doi:10.1016/j.bbamem.2006.10.021.
- D. K. Rohrer, B. K. Kobilka: In: Physiological reviews. 78, Nr. 1, 1998 (Originaltitel: G protein-coupled receptors: functional and mechanistic insights through altered gene expression), S. 35-52.
- Brian K. Kobilka et al.: In: Nature. 329, Nr. 6134, 1987 (Originaltitel: An intronless gene encoding a potential member of the family of receptors coupled to guanine nucleotide regulatory proteins), S. 75-79, doi:10.1038/329075a0.

## Визнання
- 2010 Aspet Award[17]
- 2012 Нобелівська премія з хімії